# Ceratina jejuensis
Ceratina jejuensis är en biart som beskrevs av S. Lee 2005. Ceratina jejuensis ingår i släktet märgbin, och familjen långtungebin. Inga underarter finns listade i Catalogue of Life.